# Avion Sport Park Ostrava
Avion Sport Park Ostrava, nazývaný také Víceúčelové hřiště s bruslařským oválem, je volnočasový prostor, který se nachází v areálu Avion Shopping Park Ostrava v Zábřehu v městské čtvrti Ostrava-Jih v Moravskoslezském kraji. Sport park nabízí sportovní, herní a relaxační využití především pro rodiny s dětmi. Sport park nabízí obdélníkové i kruhové hřiště pro míčové hry, tři propojené in-line dráhy (nejdelší dráha měří 600 m), pískoviště dětské prolézačky, trampolíny, lanovku atp. Zajímavostí je také malá přírodovědná kolekce rostlin (trvalky, cibuloviny a traviny), která je volená tak, aby byla esteticky přitažlivá po celý rok. Ve sport parku se nachází také Studánka u žabky. Avion Sport Park Ostrava byl otevřen v červnu 2016. Vstup není zpoplatněn.

## Galerie

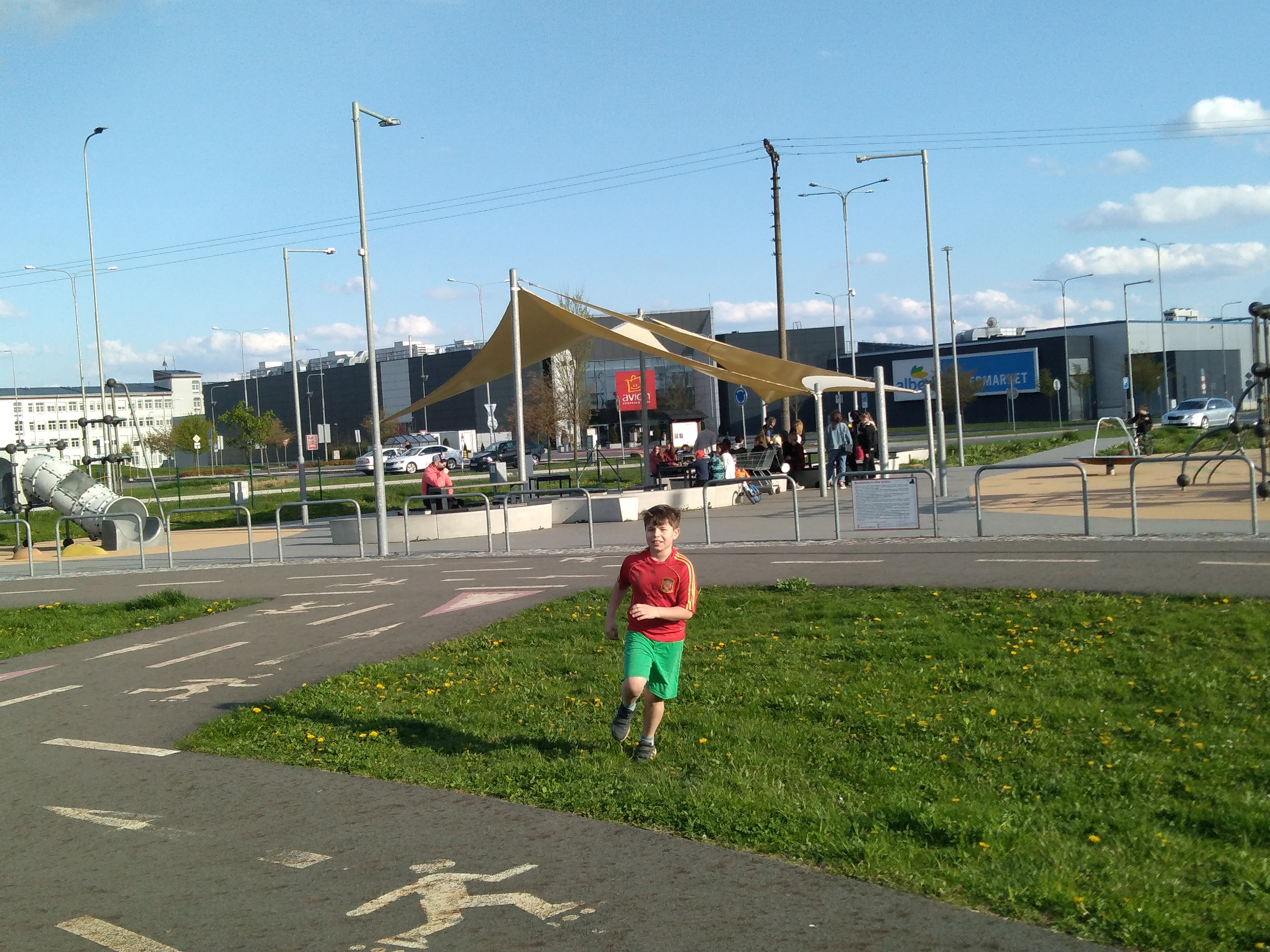
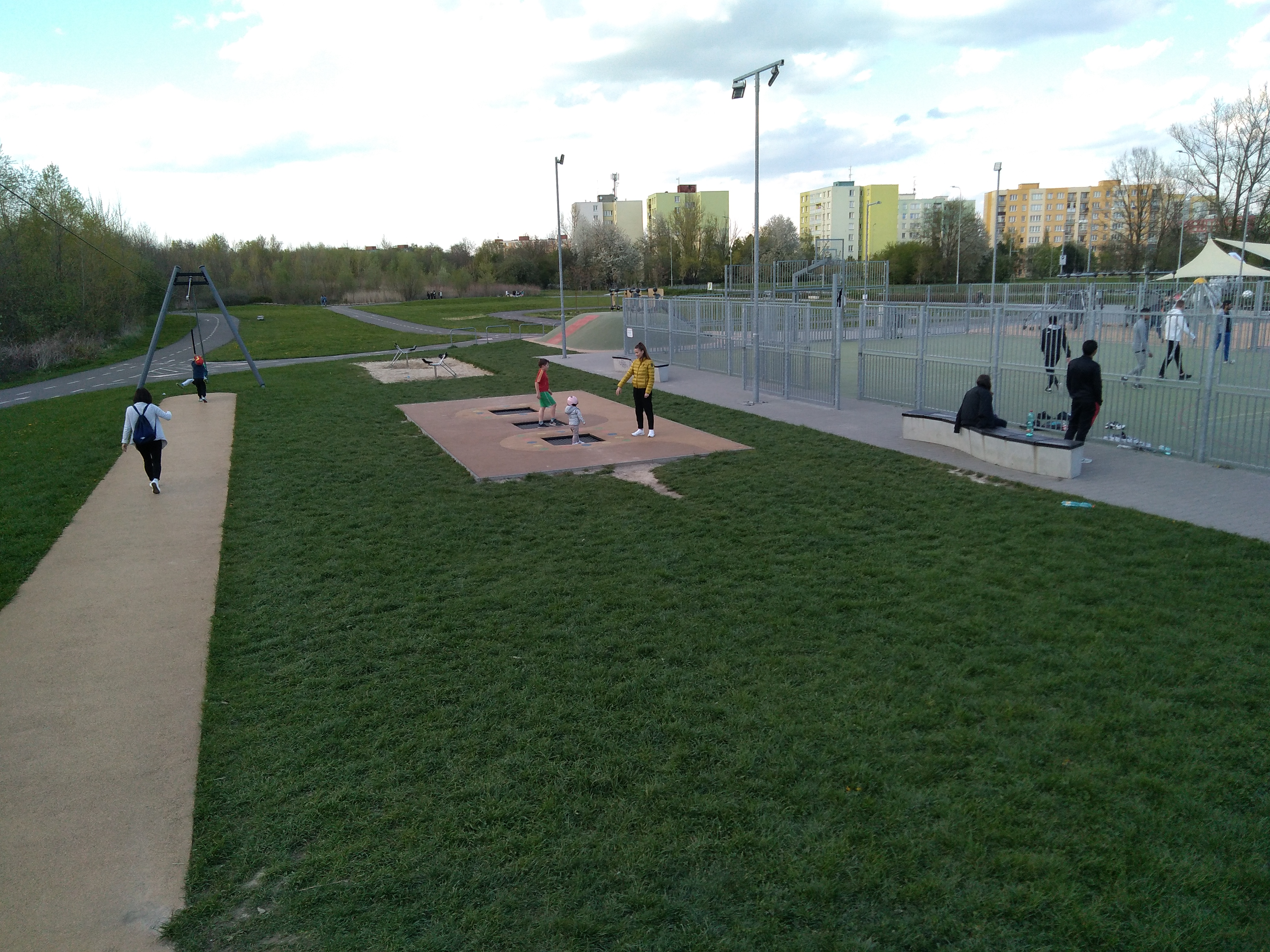
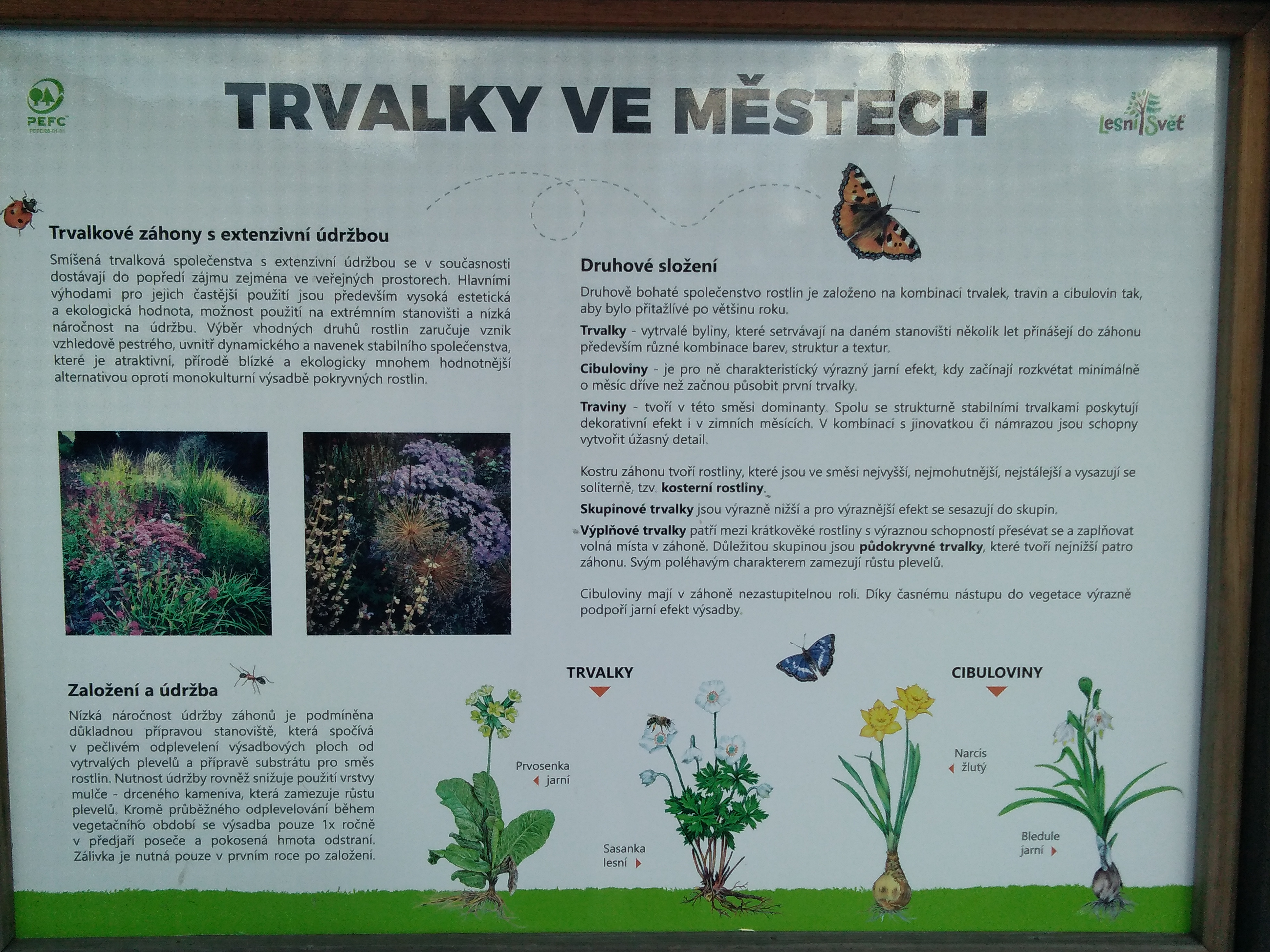

## Další informace
Toalety jsou v blízkém nákupním centru. U Avion Sport Parku je možnost parkování automobilů. Sportovní vybavení, včetně slunečníku i grilu, je možné si zapůjčit oproti záloze na infostánku v Avionu (poblíž Hypermarketu Albert).